# جوزيف جون طومسون
جوزيف جون طومسون (بالإنجليزية: Joseph John Thomson) (18 ديسمبر 1856 - 30 أغسطس 1940)، عالم إنجليزي ولد بالقرب من مدينة مانشستر الإنجليزية، وتفوق في دراسته منذ الصغر حتى أنه التحق بكلية الهندسة بجامعة فيكتوريا في مانشستر وهو في الرابعة عشر من عمره، ثم حصل على منحة من جامعة كامبريدج حيث تخصص في حقل الفيزياء النظرية.
ثم اتجه طومسون للعمل في معمل كافندش العريق، وفي عام 1884 م تم تعيينه رئيساً لمعمل كافندش وهو في الثامنة والعشرين من عمره، وقد ترأس المعمل لمدة 34 عاما حتى خلفه تلميذه النيوزلندي ارنست رذرفورد.
يعتبر اكتشافه للإلكترون أفضل بحوثه على الإطلاق وأكثرها شهرةً وتأثيراً، حيث قادته تجاربه على أشعة المهبط (أو أشعة الكاثود) إلى اكتشاف الخواص الأساسية للإلكترون. حيث قام بتعريض غاز مخلخل لتيار كهربائي فرق جهده حوالي 10,000 فولت تحت ضغط منخفض يتراوح من 0.0001 إلى 0.01 مم/زئبق فلاحظ انطلاق أشعة من الكاثود (مهبط) إلي الآنود (مصعد) وهي أشعة غير منظورة لكنها تحدث توهجاً على جدار أنبوبة التفريغ، وأثبت أن أشعة المهبط ليست أشعة ولكنها سيل متصل من الجسيمات سالبة الشحنة تتأثر بالمجال الكهربي والمجال المغناطيسي وتنحرف طبقاً لشدة مجال كل منهما، كما تمكن من حساب سرعة تلك الجسيمات، لذا فقد اشتهر بلقب ""أبو الإلكترون"".

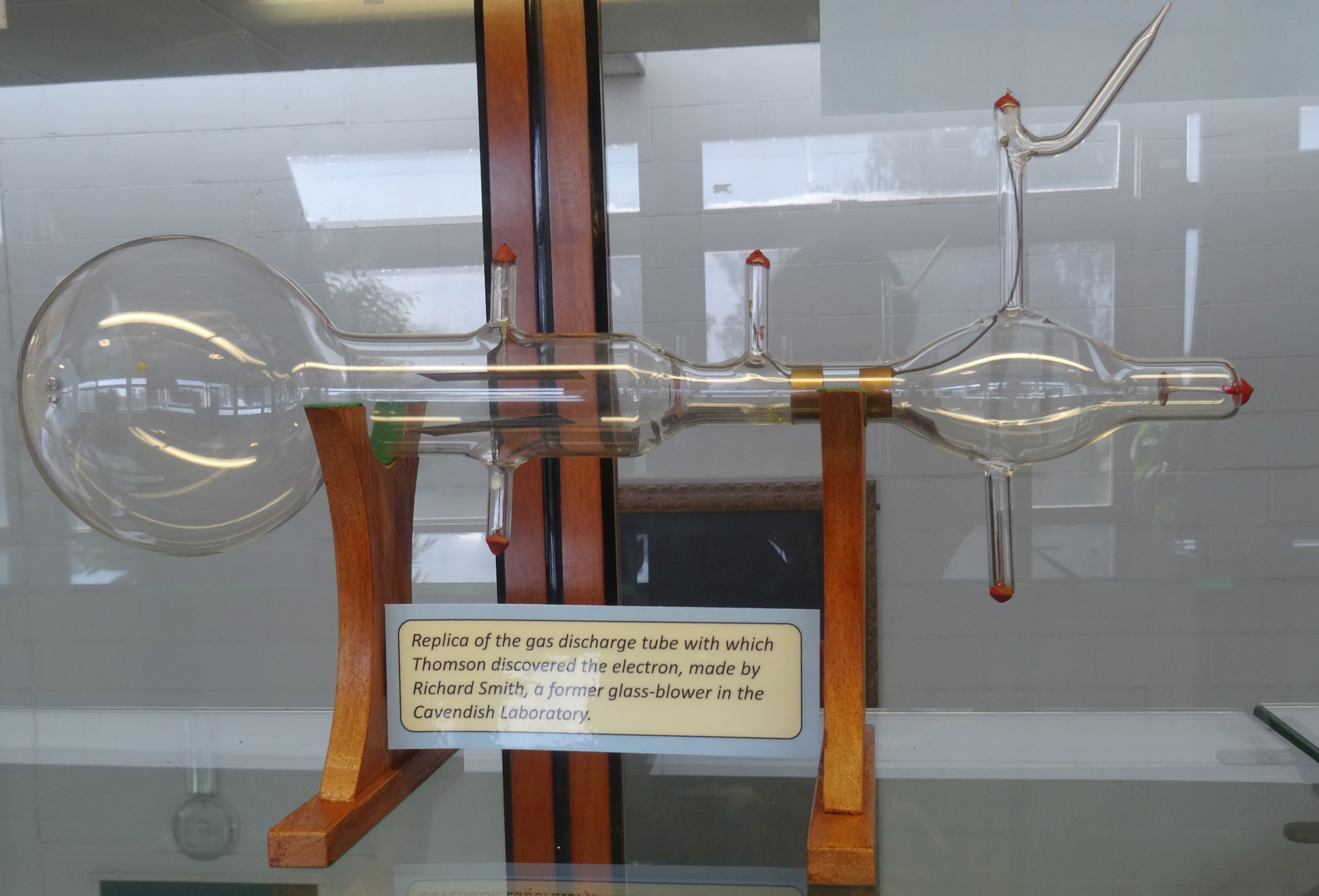
أنبوب أشعة الكاثود مع انحراف كهربائي.

حصل طومسون على جائزة نوبل عام 1906 م لاكتشافه الإلكترون، ثم ترك العمل في معمل كافندش قرب نهاية الحرب العالمية الأولى وترأس كلية ترينيتي في كامبريدج، وظل هناك حتى توفي 1940 م عن عمر يناهز الرابعة والثمانين. كان جوزيف جون طومسون مسيحي أنجليكاني متدين.

## الحياة المهنية والبحث

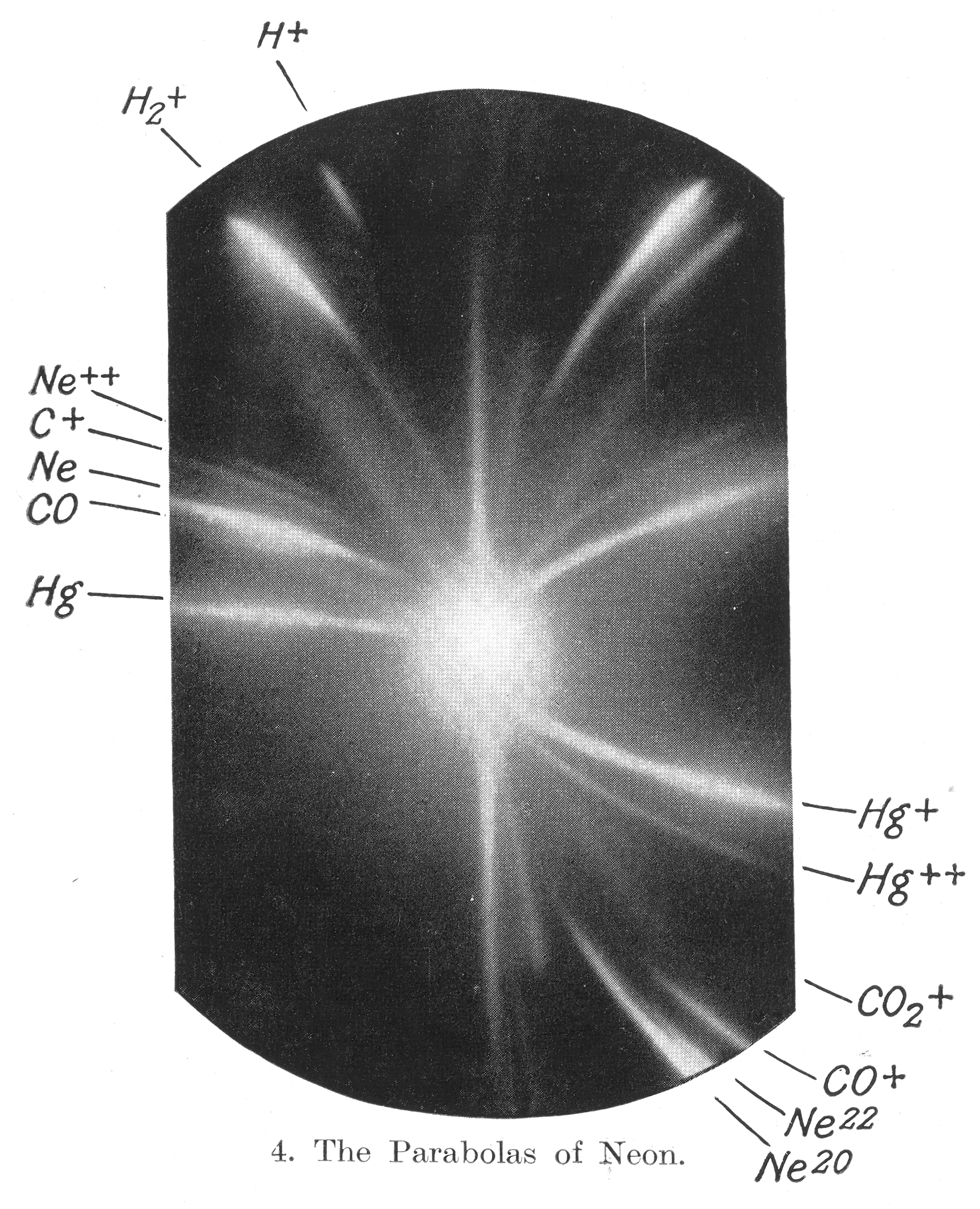
في الزاوية السفلية اليمنى من اللوح الفوتوغرافي، تظهر آثار مسارات تركها نظيران لعنصر النيون: النيون-20 والنيون-22.

### لمحة عامة
في 22 ديسمبر 1884 عُين طومسون أستاذًا للفيزياء في مختبر كافنديش في جامعة كامبريدج. تسبب التعيين في مفاجأة كبيرة، بالنظر إلى أن المرشحين مثل أوزبورن رينولدز أو ريتشارد غلازبروك كانوا أكبر سنًا وأكثر خبرة في العمل المخبري. اشتهر طومسون بعمله كعالم رياضيات، واعترِف به كموهبة استثنائية.
حصل على جائزة نوبل عام 1906، «تقديرًا للمزايا العظيمة لأبحاثه النظرية والتجريبية حول توصيل الكهرباء خلال الغازات». نال لقب الفارس عام 1908، وعين في وسام الاستحقاق عام 1912. في عام 1914 ألقى محاضرة رومانز في أكسفورد عن «النظرية الذرية». في عام 1918 أصبح رئيسًا لكلية الثالوث، كامبريدج، وبقي هناك حتى وفاته. توفي جوزيف جون طومسون في 30 أغسطس 1940، دُفن رماده في دير وستمنستر، بالقرب من قبري السير إسحاق نيوتن وتلميذه السابق إرنست رذرفورد.
من بين أعظم مساهمات طومسون في العلوم الحديثة دوره كمعلم موهوب للغاية. كان إرنست رذرفورد أحد طلابه، الذي خلفه لاحقًا في منصب أستاذ الفيزياء في كافنديش. وبالإضافة إلى طومسون نفسه، فاز ستة من مساعديه الباحثين (تشارلس غلوفر باركلا، ونيلز بور، وماكس بورن، وويليام هنري براغ، وأوين ويلانز ريتشاردسون، وتشارلز تومسون ريس ويلسون) بجوائز نوبل في الفيزياء، وفاز اثنان (فرانسيس ويليام أستون، وإرنست رذرفورد) بجوائز نوبل في الكيمياء. بالإضافة إلى ذلك، فاز ابن طومسون (جورج باغيت طومسون) بجائزة نوبل في الفيزياء عام 1937 لإثباته الخصائص الموجية للإلكترونات.

### أعماله الأولى
يوضح الماجستير الذي قدمه طومسون والحائز على جائزة، بحث حول حركة الدوامات الحلقية، اهتمامه المبكر بالتركيب الذري. وفيه وصف طومسون رياضيًا نظرية الدوامة لوليام طومسون المتعلقة بالذرات.
نشر طومسون عددًا من الأوراق التي تتناول القضايا الرياضية والتجريبية للكهرومغناطيسية. درس النظرية الكهرومغناطيسية للضوء لجيمس كليرك ماكسويل، وقدم مفهوم الكتلة الكهرومغناطيسية للجسيم المشحون، وأثبت أن الجسم المشحون المتحرك يزيد الكتلة على ما يبدو.
يمكن اعتبار الكثير من أعماله في النمذجة الرياضية للعمليات الكيميائية بمثابة كيمياء حاسوبية أولية. نُشرت مزيد من الأعمال في شكل كتاب باسم تطبيقات ديناميكية للفيزياء والكيمياء (1888)، تناول طومسون تحول الطاقة من الناحية الرياضية والنظرية، مما يشير إلى أن كل الطاقة قد تكون حركية. كتابه التالي، ملاحظات حول الأبحاث الحديثة في الكهرباء والمغناطيسية (1893)، مبني على أطروحة ماكسويل حول الكهرباء والمغناطيسية، وكان يشار إليه أحيانًا باسم «مجلد ماكسويل الثالث». وقد شدد طومسون في هذا التقرير على الأساليب المادية والتجارب وتضمن أرقامًا ورسومًا بيانية شاملة للمعدات، بما في ذلك رقم مرور الكهرباء عبر الغازات. كان كتابه الثالث، عناصر النظرية الرياضية للكهرباء والمغناطيسية (1895) بمثابة مقدمة سهلة القراءة لمجموعة متنوعة من الموضوعات، وحقق شعبية كبيرة باعتباره كتابًا مدرسيًا.
ألقى طومسون سلسلة من أربع محاضرات في زيارة لجامعة برينستون في عام 1896، نُشرت لاحقًا تحت عنوان تفريغ الكهرباء خلال الغازات (1897). قدم طومسون أيضًا سلسلة من ست محاضرات في جامعة ييل عام 1904.

### اكتشاف الإلكترون
اقترح العديد من العلماء، مثل وليام بروت ونورمان لوكير، أن بنية الذرات مكونة من أكثر من وحدة أساسية، لكنهم تصوروا أن هذه الوحدة بحجم أصغر من ذرة الهيدروجين. كان طومسون في عام 1897 أول من اقترح أن إحدى الوحدات الأساسية كانت أصغر بأكثر من 1000 مرة من الذرة، مما يشير إلى الجسيم دون الذري المعروف الآن باسم الإلكترون. اكتشف طومسون هذا من خلال استكشافاته لخصائص الأشعة المهبطية. قدم طومسون اقتراحه في 30 أبريل 1897 بعد اكتشافه أن الأشعة المهبطية (المعروفة في ذلك الوقت باسم أشعة لينارد) يمكن أن تنتقل عبر الهواء أكثر مما كان متوقعًا لجسيم بحجم الذرة. وقدّر كتلة الأشعة المهبطية عن طريق قياس الحرارة المتولدة عن اصطدامها بموصل حراري ومقارنتها بالانحراف المغناطيسي للأشعة. أشارت تجاربه إلى أن الأشعة المهبطية كانت أخف بأكثر من 1000 مرة من ذرة الهيدروجين، ومهما كان نوع الذرة التي أتت منها فإن كتلتها هي نفسها. وخلص إلى أن الأشعة تتكون من جسيمات خفيفة للغاية وسالبة الشحنة والتي اعتبِرت لبنة بناء عالمية للذرات. أطلق على الجسيمات اسم «الجزيئات»، لكن العلماء فيما بعد فضلوا اسم الإلكترون الذي اقترحه جورج جونستون ستوني في عام 1891، قبل اكتشاف طومسون الفعلي.
في أبريل 1897 لم يكن لدى طومسون سوى مؤشرات مبكرة على أن الأشعة المهبطة يمكن أن تنحرف كهربائيًا (اعتقد الباحثون السابقون مثل هاينريش هيرتز أن ذلك غير ممكن). بعد شهر من إعلان طومسون عن الجزيئات، وجد أنه يمكن أن يحرف الأشعة على نحو موثوق عن طريق مجال كهربائي إذا أفرغ أنبوب التفريغ إلى ضغط منخفض جدًا. من خلال مقارنة انحراف حزمة من الأشعة المهبطية بواسطة المجالات الكهربائية والمغناطيسية، حصل على قياسات سليمة أكثر لنسبة الكتلة إلى الشحنة التي أكدت تقديراته السابقة. أصبحت هذه الوسيلة الكلاسيكية لقياس نسبة الشحنة إلى الكتلة للإلكترون. (لم تُقاس الشحنة نفسها حتى تجربة قطرة الزيت التي قام بها روبرت أندرو ميليكان عام 1909.)
اعتقد طومسون أن الجزيئات ظهرت من ذرات الغاز النزرة داخل أنابيب الأشعة المهبطية الخاصة به. وهكذا استنتج أن الذرات قابلة للانقسام، وأن الجزيئات هي لبنات بنائها. في عام 1904 اقترح طومسون نموذجًا للذرة، مفترضًا أنها كانت مجالًا من مادة موجبة تحدد فيها القوى الكهروستاتيكية موضع الجزيئات. لشرح الشحنة المحايدة الكلية للذرة، اقترح أن تتوزع الجسيمات في بحر موحد من الشحنة الموجبة. في هذا النموذج من «نظرية البودينج»، نُظر إلى الإلكترونات على أنها جزء لا يتجزأ من الشحنة الموجبة مثل الزبيب في البودينج (على الرغم من أنها لم تكن ثابتة في نموذج طومسون، ولكنها تدور بسرعة). توصل طومسون إلى الاكتشاف في نفس الوقت تقريبًا الذي اكتشف فيه والتر كوفمان وإميل ويتشيرت نسبة الكتلة إلى الشحنة الصحيحة للأشعة المهبطية (الإلكترونات).

### تجارب الأشعة المهبطية
في وقت سابق، ناقش الفيزيائيون ما إذا كانت الأشعة المهبطية غير مادية مثل الضوء (بعض العمليات في الأثير) أم أنها «في الواقع مادة كاملة، و... تحدد مسارات جسيمات المادة المشحونة بالكهرباء السالبة»، نقلُا عن طومسون. كانت الفرضية الأثيرية غامضة لكن فرضية الجسيمات كانت مؤكدة بما يكفي ليختبرها طومسون.

## روابط خارجية
- جوزيف جون تومسون على موقع الموسوعة البريطانية (الإنجليزية)
- جوزيف جون تومسون على موقع ميوزك برينز (الإنجليزية)
- جوزيف جون تومسون على موقع إن إن دي بي (الإنجليزية)